# Distrito de Náchod
El distrito de Náchod (del checo: Okres Náchod) es uno de los cinco distritos que forman la región de Hradec Králové, República Checa. Se encuentra ubicado al norte del país, al noreste de Praga, cerca de la frontera con Polonia. Su capital es la ciudad de Náchod.

## Localidades
- Adršpach
- Bezděkov nad Metují
- Bohuslavice
- Borová
- Božanov
- Broumov
- Brzice
- Bukovice
- Černčice
- Červená Hora
- Červený Kostelec
- Česká Čermná
- Česká Metuje
- Česká Skalice
- Chvalkovice
- Dolany
- Dolní Radechová
- Hejtmánkovice
- Heřmanice
- Heřmánkovice
- Hořenice
- Hořičky
- Horní Radechová
- Hronov
- Hynčice
- Jaroměř
- Jasenná
- Jestřebí
- Jetřichov
- Kramolna
- Křinice
- Lhota pod Hořičkami
- Libchyně
- Litoboř
- Machov
- Martínkovice
- Mezilečí
- Mezilesí
- Meziměstí
- Náchod
- Nahořany
- Nové Město nad Metují
- Nový Hrádek
- Nový Ples
- Otovice
- Police nad Metují
- Přibyslav
- Provodov-Šonov
- Rasošky
- Říkov
- Rožnov
- Rychnovek
- Sendraž
- Šestajovice
- Slatina nad Úpou
- Slavětín nad Metují
- Slavoňov
- Šonov
- Stárkov
- Studnice
- Suchý Důl
- Teplice nad Metují
- Velichovky
- Velká Jesenice
- Velké Petrovice
- Velké Poříčí
- Velký Třebešov
- Vernéřovice
- Vestec
- Vlkov
- Vršovka
- Vysoká Srbská
- Vysokov
- Zábrodí
- Zaloňov
- Žďárky
- Žďár nad Metují
- Žernov